# Condylostylus sipho

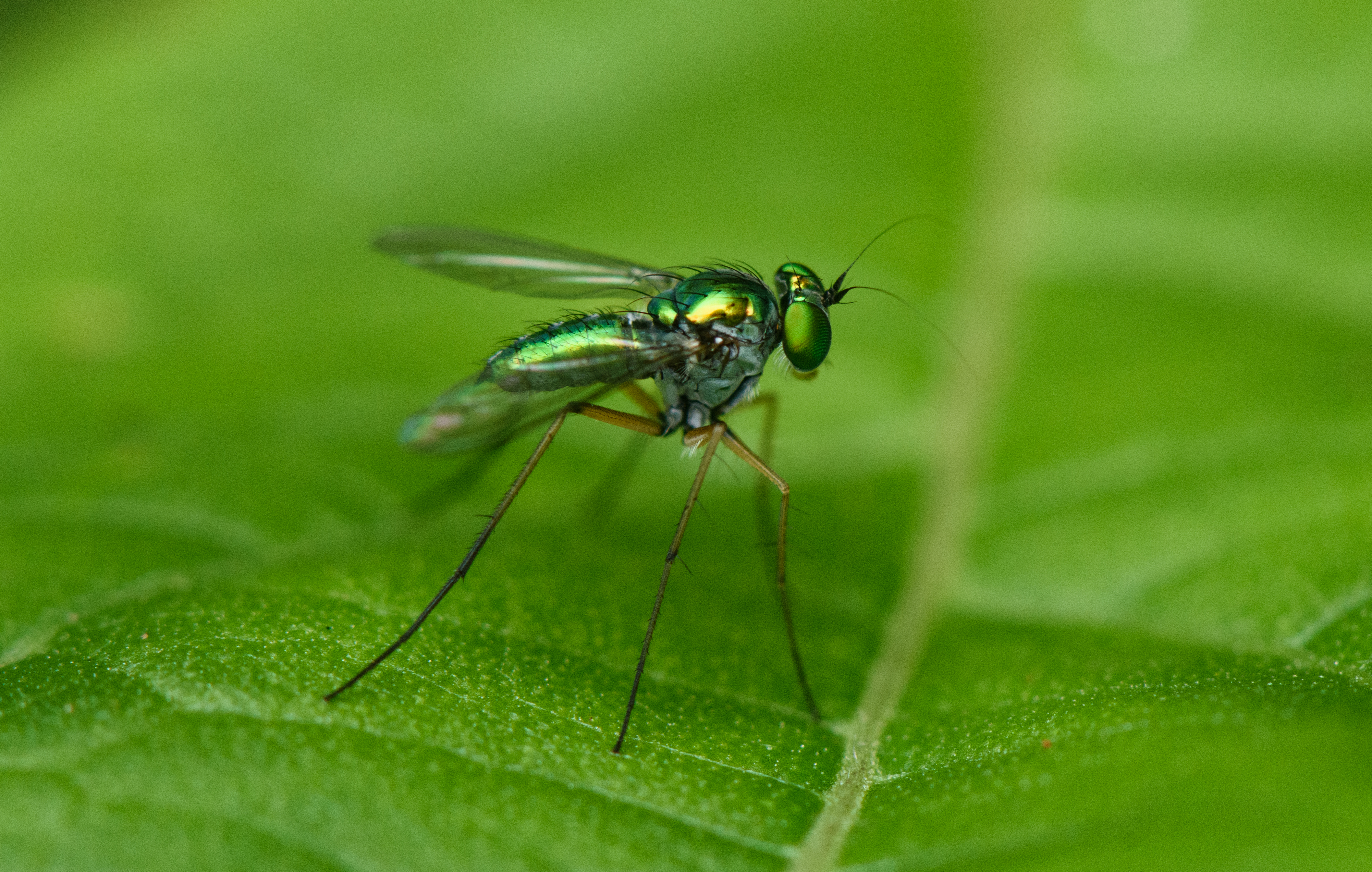
Bewerken van Condylostylus sipho

Condylostylus sipho is een vliegensoort uit de familie van de slankpootvliegen (Dolichopodidae). De wetenschappelijke naam van de soort is voor het eerst geldig gepubliceerd in 1823 door Say.